# Константин Илиев (диригент)
Вижте пояснителната страница за други личности с името Константин Илиев.
Константин Николов Илиев е български диригент, композитор, музикален педагог и критик.

## Биография
Роден е на 9 март 1924 г. в София. Започва да се занимава с музика още на 11-годишна възраст, като учи цигулка първо при Иван Пеев, а после при Камен Попдимитров. През 1940 г. посещава уроци по хармония и композиция при Парашкев Хаджиев.
През 1946 г. Константин Илиев завършва Държавната музикална академия, където негови преподаватели са Панчо Владигеров (композиция), Марин Големинов (дирижиране) и Владимир Аврамов (цигулка). По време на следването си често дебатирал с професорите си, особено с Владигеров, за съвременните европейски композиционни техники, които не се преподавали в Академията. През 1944 г. учредява „Клуб на младите български композитори“, чиято цел е изучаване на тези техники. През 1946 – 1947 г. Илиев прави специализация в музикалната академия в Прага по композиция при Я. Ржитки и А. Хаба и по дирижиране при В. Талих и Дедечек.
След завръщането си в България през 1947 г. за кратко работи в Радио София като музиколог. През 1947 – 48 г. помага за основаването на симфоничен оркестър в Русе и за кратко става негов диригент. През 1948 – 49 г. е диригент на балета в Софийската народна опера, но през 1949 г. отново заминава за Русе по насточивите покани на русенската музикална общественост, за да учреди Русенската опера, чийто художествен ръководител и главен диригент остава до 1952 г. Работи заедно с диригента Добрин Петков и характерно за дейността им е, че налагат в репертоара на операта творби на млади български композитори и изграждат у оркестрантите активен творчески манталитет.
От 1952 до 1956 г. Константин Илиев е главен диригент на Варненския симфоничен оркестър. Работи в Софийската филхармония като диригент през 1956 – 57 и 1958 – 62 г., и като главен диригент в периодите 1957 – 58, 1962 – 69, 1971-72 и 1978-84 г. През 1978 г. и 1982 г. Филхармонията прави два успешни гастрола в САЩ с осъществени общо 84 концерта.
От 1967 г. е професор по оркестрово дирижиране в Музикалната академия. Негови възпитаници са Васил Казанджиев, Йордан Дафов, Алексей Измирлиев, Милко Коларов, Пламен Джуров, Веселин Байчев, Андрей Андреев и други.
През 1969 г. Илиев за първи път напуска Софийската филхармония и до 1971 г. реализира цикъл от концертни записи за „Балкантон“ като диригент на Щатния Оркестър на БДК. При второто му напускане, от 1972 до 1978 г., живее в Добрич, където учредява Фестивала на камерната музика. Последната изява на Илиев на диригентския пулт е в Русе през 1988 г.
Умира на 6 март 1988 г. във Видин.
- Паметна плоча на Константин Илиев
- Домът на Илиев на ул. „Васил Априлов“ 9

## Творчество и признание
Около средата на 1950-те години Константин Илиев започва да се изявява и като композитор, освен като диригент, и творчеството му се свързва с т.нар. български музикален авангард. Автор е на композиции в различни жанрове, сред които две опери и един балет; кантатно-ораториални творби; шест симфонии и други произведения за симфоничен оркестър; седем Tempi concertati за различни инструментални ансамбли; четири струнни квартета; духов квинтет и друга камерно-ансамблова и солова музика; пет песни за глас и пиано; хорова музика за различни състави, репертоарни за изпълнителите. Пише музиката за филмите „Наша земя“ (1952), „Гераците“ (1958), „Сиромашка радост“ (1958), „Ребро Адамово“ (1958), „Другото щастие“ (1960), „Отвъд хоризонта“ (1960), „Златният зъб“ (1962).
Първоначално изхождайки от интонациите на българската народна песен, в търсене на собствен стил и идентичност, той дава различна насока на творчеството си, базирана на съвременните европейски композиционни и интонационни техники и похвати, загърбвайки традициите на предходното поколение български композитори. Заради това оценките за личността му стават противоречиви: той е остро критикуван като композитор, дори от преподавателя си Панчо Владигеров, докато приносите му като композитор намират признание, включително в двукратно присъдената му Димитровска награда III степен през 1951 и 1959 г. и званието „Заслужил артист“ през 1963 г.
Поради необходимостта да защити тезите си за развитието на композиционните техники, Илиев развива и публицистична дейност. Пише около 30 статии по въпроси на музикалната история и естетика, както и критични статии, в които дискутира въпросите на българската музика и анализира творчеството на Панчо Владигеров, Парашкев Хаджиев, Димитър Ненов, Любомир Пипков, на когото посвещава и отделна монография.
На Константин Илиев е наречена улица в квартал „7-и – 11-и километър“ в София (Карта).